# منتخب أوزبكستان لكرة اليد للسيدات
منتخب أوزبكستان لكرة اليد للسيدات هو الممثل الرسمي لأوزبكستان في رياضة كرة اليد. شارك في بطولة العالم لكرة اليد للسيدات مرة واحدة وكانت تلك المشاركة في سنة 1997، حقق فيها المركز الحادي والعشرون. شارك في بطولة آسيا لكرة اليد للسيدات 6 مرات وكانت المشاركة الأولى في سنة 1997، كان أفضل مركز له فيها هو الرابع.